# Férfi kenu egyes 1000 méter a 2000. évi nyári olimpiai játékokon
A 2000. évi nyári olimpiai játékokon a kajak-kenu férfi kenu egyes 1000 méteres versenyszámát szeptember 26. és 30. között rendezték Sydney International Regatta Centre-ben.

## Eredmények
Az időeredmények másodpercben értendők. A rövidítések jelentése a következő:
| - OB: olimpiai legjobb idő - Q: továbbjutás helyezés alapján | - q: továbbjutás időeredmény alapján - DQ: kizárás |

### Előfutamok
Az előfutamokból az első három helyezett automatikusan a döntőbe jutott, valamint a kilenc legjobb időt elérő helyezett az elődöntőbe jutott.
| Helyezés | Név                    | Nemzet                 | Idő      | Mj       |
| 1. futam | 1. futam               | 1. futam               | 1. futam | 1. futam |
| -------- | ---------------------- | ---------------------- | -------- | -------- |
| 1.       | Ledis Balceiro         | Kuba (CUB)             | 3:55,120 | Q        |
| 2.       | Stephen Giles          | Kanada (CAN)           | 3:55,396 | Q        |
| 3.       | Peter Páleš            | Szlovákia (SVK)        | 3:58,036 | Q        |
| 4.       | Jefimijs Klementjevs   | Lettország (LAT)       | 3:58,840 | q        |
| 5.       | Nikolaj Buhalov        | Bulgária (BUL)         | 3:59,092 | q        |
| 6.       | Makszim Opalev         | Oroszország (RUS)      | 4:00,568 | q        |
| 7.       | Zala György            | Magyarország (HUN)     | 4:00,754 | q        |
| 8.       | Kajszar Nurmaganbetov  | Kazahsztán (KAZ)       | 4:01,438 | q        |
| 9.       | Nikica Ljubek          | Horvátország (CRO)     | 4:10,954 |          |
| 2. futam |                        |                        |          |          |
| 1.       | Andreas Dittmer        | Németország (GER)      | 3:53,962 | Q, OB    |
| 2.       | Martin Doktor          | Csehország (CZE)       | 3:55,216 | Q        |
| 3.       | Christian Frederiksen  | Norvégia (NOR)         | 3:55,378 | Q        |
| 4.       | Éric le Leuch          | Franciaország (FRA)    | 3:55,726 | q        |
| 5.       | Florin Huidu           | Románia (ROU)          | 3:56,770 | q        |
| 6.       | Andréasz Kilingarídisz | Görögország (GRE)      | 4:01,042 | q        |
| 7.       | José Manuel Crespo     | Spanyolország (ESP)    | 4:04,528 | q        |
| 8.       | Jordan Malloch         | Egyesült Államok (USA) | 4:05,440 |          |
| 9.       | Daniel Jędraszko       | Lengyelország (POL)    | 4:25,726 |          |

### Elődöntő
Az elődöntőből az első három helyezett jutott a döntőbe.
| Helyezés | Név                    | Nemzet              | Idő      | Mj |
| -------- | ---------------------- | ------------------- | -------- | -- |
| 1.       | Makszim Opalev         | Oroszország (RUS)   | 4:01,222 | Q  |
| 2.       | Jefimijs Klementjevs   | Lettország (LAT)    | 4:01,300 | Q  |
| 3.       | Éric le Leuch          | Franciaország (FRA) | 4:02,038 | Q  |
| 4.       | Zala György            | Magyarország (HUN)  | 4:03,226 |    |
| 5.       | Florin Huidu           | Románia (ROU)       | 4:03,910 |    |
| 6.       | José Manuel Crespo     | Spanyolország (ESP) | 4:04,042 |    |
| 7.       | Kajszar Nurmaganbetov  | Kazahsztán (KAZ)    | 4:05,206 |    |
| 8.       | Nikolaj Buhalov        | Bulgária (BUL)      | 4:05,236 |    |
|          | Andréasz Kilingarídisz | Görögország (GRE)   |          | DQ |

### Döntő
| Helyezés | Név                   | Nemzet              | Idő      | Mj |
| -------- | --------------------- | ------------------- | -------- | -- |
| Arany    | Andreas Dittmer       | Németország (GER)   | 3:54,379 |    |
| Ezüst    | Ledis Balceiro        | Kuba (CUB)          | 3:56,071 |    |
| Bronz    | Stephen Giles         | Kanada (CAN)        | 3:56,437 |    |
| 4.       | Éric le Leuch         | Franciaország (FRA) | 3:57,217 |    |
| 5.       | Christian Frederiksen | Norvégia (NOR)      | 3:58,159 |    |
| 6.       | Makszim Opalev        | Oroszország (RUS)   | 3:58,813 |    |
| 7.       | Jefimijs Klementjevs  | Lettország (LAT)    | 4:00,931 |    |
| 8.       | Martin Doktor         | Csehország (CZE)    | 4:02,335 |    |
| 9.       | Peter Páleš           | Szlovákia (SVK)     | 4:03,091 |    |